# Júlia Molins Vila
Júlia Molins Vila (Barcelona, 24 de maig de 1993) és una cantant, model i actriu de cinema, teatre i televisió catalana. Ha participat en els papers de Sofia Álvarez a Seis hermanas, sèrie de Televisió Espanyola (Bambú Producciones), i d'Ona Palà a la sèrie catalana Cites de TV3 (Filmax).
Als 11 anys va iniciar els seus estudis artístics a l'Escola de Teatre Musical de Barcelona MEMORY, on a més de classes de teatre, també es va instruir en cant, jazz i claqué. Amb aquesta mateixa edat va començar a formar part del grup musical SP3 del Club Super3 durant vuit anys. Paral·lelament, va estudiar el batxillerat humanístic en l'Institut Valldemossa i en acabar va seguir formant-se com a actriu a l'escola d'interpretació Nancy Tuñón, on va obtenir el títol de formació de l'actor. També s'ha format en altres escoles com Aules, El Timbal, Eòlia i l'estudi de l'entrenadora Laura Jou.
El 2011 va fundar la companyia de teatre La Hydra amb la qual van produir diversos espectacles a Barcelona i Madrid com El último día de febrero (2011-2012), Espriu són sis (2013) o Utilitat programada (2015). També forma part de la companyia El niño Andrés, amb la qual ha participat en l'espectacle Collectivus, el qual els ha dut a actuar a la Sala Beckett de Barcelona (2014), en el teatre de la Volksbühne de Berlín (2015) i a la Sala Seca Espai Brossa de Barcelona (2016).
A televisió, les seves primeres aparicions van ser a TV3 a les sèries Kubala, Moreno i Manchón (2012) i La Riera (2013). Posteriorment, va rodar la pel·lícula Hooked Up, estrenada el juny de 2013 en el Festival de Sitges.
El 2015 li van arribar els seus treballs més destacats fins llavors. Va interpretar Ona Palà a la sèrie Cites de TV3 (Filmax) durant les dues temporades que va durar, i va aparèixer en un total de sis episodis. També des de 2015 interpreta Sofia Álvarez en la telenovel·la diària Seis hermanas de Televisió Espanyola (Bambú Produccions).
També participarà en el thriller de Telecinco Sé quién eres, que encara no té data d'estrena. En aquesta sèrie torna a coincidir amb el seu company de Cites Biel Duran i també amb el director Pau Freixas.

## Filmografia
Televisió
- Kubala, Moreno i Manchón com a Blanca (TV3, 2012)
- La Riera com a Rosana (TV3, 2013)
- Make Up (pilot TV), com a Mini. Director: Sergi Vizcaino (2014)
- Cites com a Ona. Director: Pau Freixas (TV3, 2015-2016)
- Seis hermanas com a Sofia (Televisió Espanyola, 2015-2016)
- Sé quien eres com a Lola (Telecinco, 2016)
- Maricón perdido com a Cova (TNT, 2021)

Cinema
- Hooked Up com a Noemí. Direcció: Pablo Larcuen. Producció: Jaume Collet-Serra (2013)
- Marco, la verdad inventada. Direcció: Aitor Arregi i Jon Garaño (2024)

Teatre
- El último día de febrero. Cia. La Hydra (2012-2013)
- Espriu són sis. Cia. La Hydra (2014)
- Petazetas. Director: Enric Cambray (2014)
- Collectivus. Cia. El niño Andrés (2014-2016)
- Utilitat Programada. Cia. La Hydra (2015)
- La luz más oscura. Director: Sergi Vizcaíno (2016)

Curtmetratges
- Cartas a Noé. Directora: Gala Hernández (2013)
- Te prometí la noche. Director: Juan Cobo (2013)
- HOPE. Director: Aleix Buch (2014)
- Producte bàsic, webserie. Director: Isi Vila (2014)